# Durum

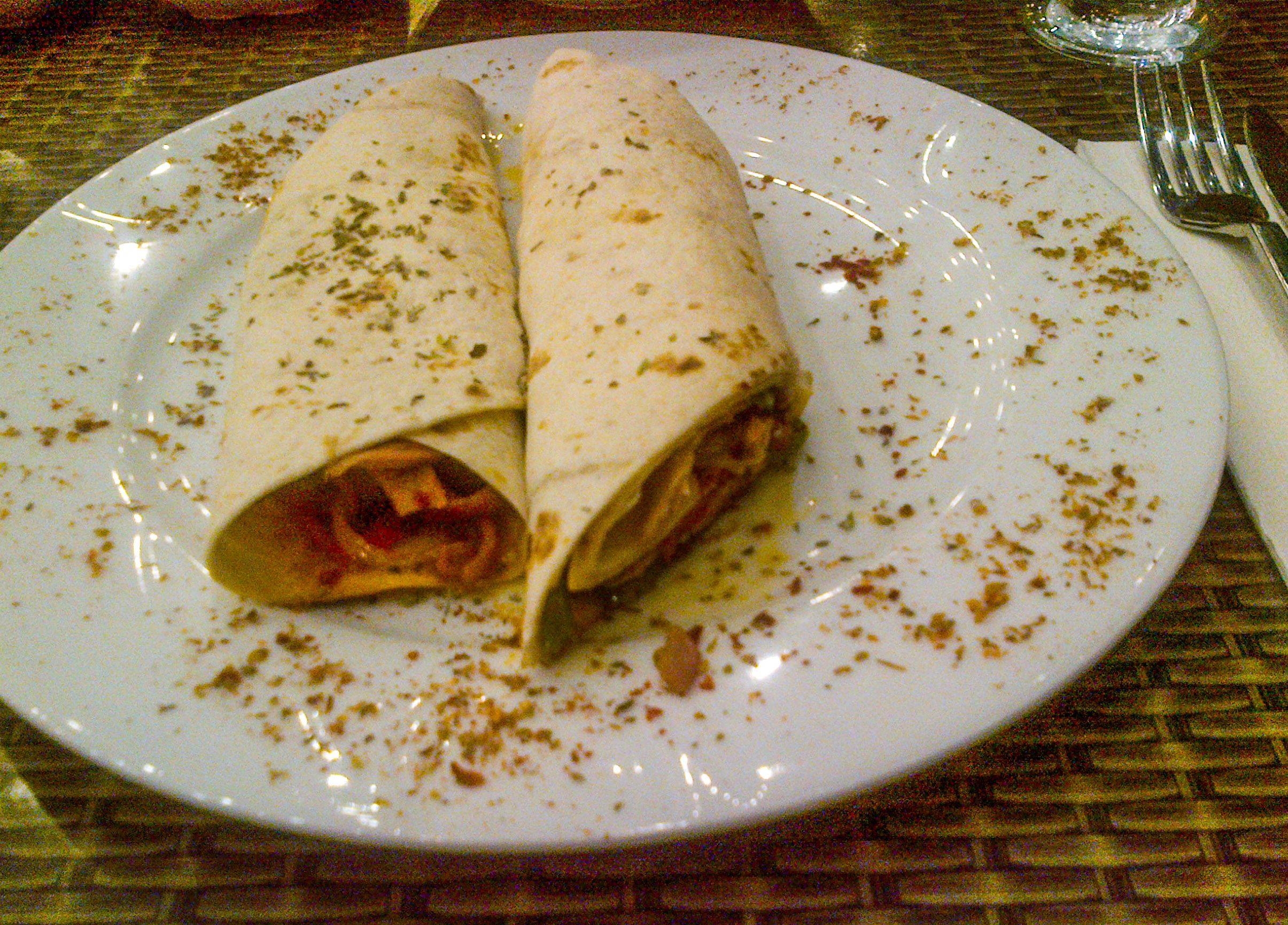
Dürüm kokoreç de la cuina turca, en un restaurant d'Istanbul

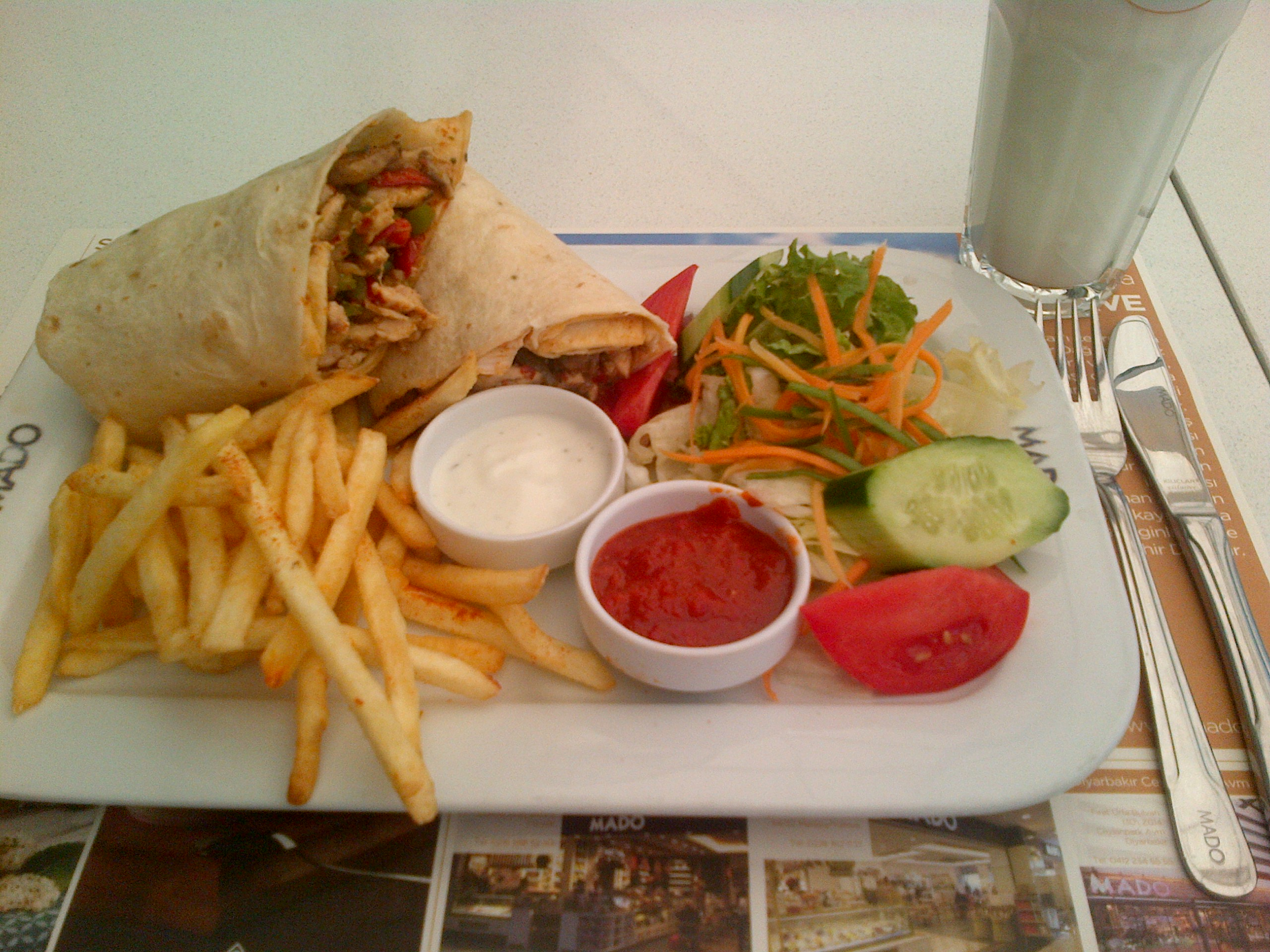
Tavuk dürüm (dürüm de carn de pollastre saltat), patates fregides i un got dayran

El durum és un rotllo fet amb un tipus de pa pla, com el yufka o lavash i s'omple amb ingredients. La paraula significa 'rotllo' en idioma turc i dürüm és un menjar de carrer comú tant a Turquia i els països del seu voltant com en altres parts d'Europa i de l'Orient Mitjà. En la cuina turca, dürüm és menjat per esmorzar, amb ingredients com çökelek o formatge blanc, o en altres hores amb la versió menjar ràpid de molts plats de carn com els kebabs, dóner, tantuni, kokoreç, ciğer şiş i d'altres similars.
Durum dóner és un element comú de menjar ràpid a Alemanya.